# Montserrat Julió
María de Montserrat Julió Nonell (Mataró, Maresme, 20 de mayo de 1929-Madrid, 26 de enero de 2017) fue una actriz de teatro y cine española. Ejerció asimismo la dirección teatral y fue escritora.

## Biografía

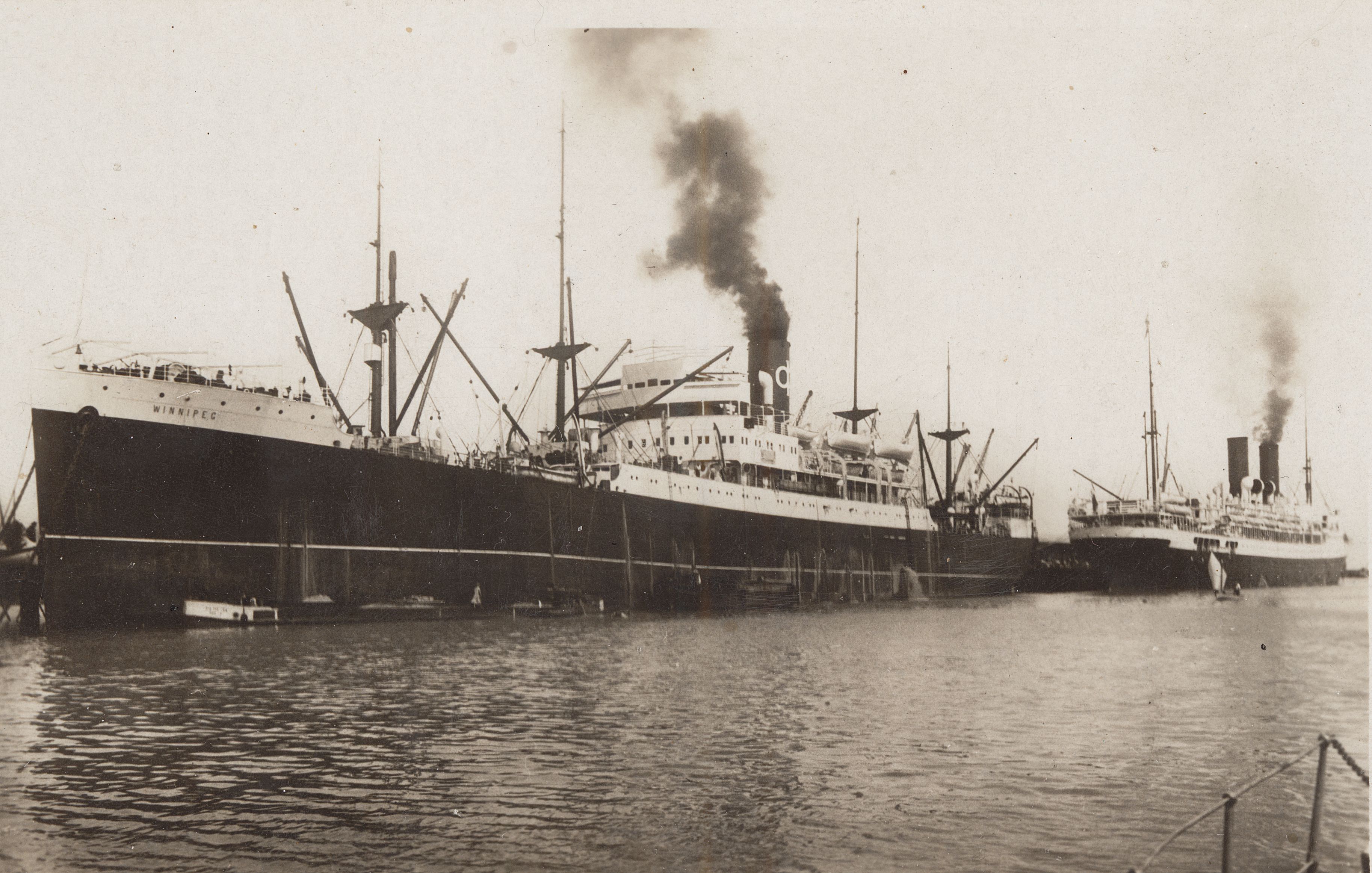
Barco Winnipeg en 1939.

En 1939 se exilia en Santiago de Chile. Tras vivir la Guerra Civil, Montserrat, con apenas diez años de edad cruzó a Francia junto a su familia (sus padres militaban en el Partido Socialista Unificado de Cataluña). En Francia, mientras su padre permanece en un campo de refugiados en el sur del país, ella fue alojada en un castillo cerca de Cognac. Desde allí, una vez reunidos, embarcaron como refugiados en el barco Winnipeg hacia Chile.
En Santiago, se relacionó con los círculos culturales del exilio republicano y con muchos de sus representantes, entre los que se encuentran Xavier Benguerel, Domènec Guansé, Trabal, César Augusto Jordana y Joan Oliver. Estudió en el Teatro Ensayo de la Universidad Católica, junto con Hernán Letelier y Myriam Thorud. Se licenció en Arte Dramático en la Universidad de Santiago de Chile.[cita requerida]
En 1956 retorna a España, donde colabora con la Agrupació Dramàtica de Barcelona, y actúa en Italia. Entre 1959 al 1961 vuelve a residir en Chile, donde dirige la Sociedad de Arte Dramático de Santiago.
En 2003 publicó Vida endins (Viena Ediciones), donde recuerda su exilio y el desarrollo de su carrera. Con estas memorias ganó el premio "Román Planas de Memorias Populares 2002".

## Dirección de teatro
- 1981. Pigmalió de George Bernard Shaw, versió de Joan Oliver.
- 1985. El roig i el blau de Joan Oliver.
- 1986. Allò que tal vegada s'esdevingué de Joan Oliver.
- 1987. Com acabar d'una vegada i per sempre amb la maleïda cultura, original de Woody Allen. Teatre Comtal de Barcelona.

## Filmografía
- 1956. La cárcel de cristal.
- 1957. Cumbres luminosas (Montserrat).
- 1961. La cuarta ventana.
- 1962. Tierra de todos.
- 1963. El diablo también llora.
- 1965. El arte de vivir.
- 1965. La barrera.
- 1966. Cuando tú no estás.
- 1967. Club de solteros.
- 1969. El paraíso ortopédico.
- 1970. Goya, historia de una soledad.
- 1970. Chicas de club.
- 1972. La novia ensangrentada.
- 1972. El espanto surge de la tumba.
- 1973. Manolo la nuit.
- 1973. Una gota de sangre para morir amando.
- 1973. Autopsia.
- 1974. El chulo.
- 1974. Sex o no sex.
- 1974. Los nuevos españoles.
- 1975. Casa Manchada.
- 1967. Codo con codo.
- 1968. En Baldiri de la costa.
- 1976. Batida de raposas.
- 1976. Castillo en la arena.
- 1976. Robin y Marian.
- 1977. Doña Perfecta.
- 1986. Puzzle.
- 1986. Mi general.

## Escritora
- 1975, Memòries d'un futur bàrbar.
- 2003, Vida endins. Premi Romà Planas i Miró (exaequo)